# 曽根村 (山口県)
曽根村（そねそん）は、山口県熊毛郡にあった村。現在の平生町大字曽根にあたる。

## 地理
- 山岳 ： 箕山
- 河川 ： 田布施川

## 歴史
- 1889年（明治22年）4月1日 - 町村制の施行により、近世以来の曽根村が単独で自治体を形成。
- 1955年（昭和30年）1月1日 - 平生町・大野村・佐賀村と合併し、改めて平生町が発足。同日曽根村廃止。